# 张江创新指数
张江创新指数是上海市统计局於2004年啟動、2005年推出的指數。该指数采用指数统计的方法来反映张江高科技园区和企业科技创新的水平。该指数由反映原始创新、二次创新、集成创新的22项指标构成。相關方分别对张江高科技园区、产业和领域进行评估，并采用系统指数方法合成指标。直到2007年11月，张江创新指数具体数值才对外公布。